# Боттануко
Боттануко (італ. Bottanuco) — муніципалітет в Італії, у регіоні Ломбардія, провінція Бергамо.
Боттануко розташоване на відстані близько 480 км на північний захід від Рима, 32 км на північний схід від Мілана, 15 км на південний захід від Бергамо.
Населення — 5151 особа (2014).
Щорічний фестиваль відбувається 8 травня. Покровитель — святий Віктор Martire.

## Демографія
Населення за роками:

Станом на 1 січня 2023 року в муніципалітеті офіційно проживали 392 іноземці з 36 країн, серед них 87 громадян країн Євросоюзу та 11 громадян України.

## Сусідні муніципалітети
- Капріате-Сан-Джервазіо
- Кіньоло-д'Ізола
- Корнате-д'Адда
- Філаго
- Мадоне
- Суїзіо
- Треццо-сулл'Адда